# Pogarda
Pogarda – uczucie bardzo silnej niechęci wobec czegoś lub kogoś, zwykle połączona z poczuciem wyższości. Również stan bycia pogardzanym.